# Lestodiplosis pugionis
Lestodiplosis pugionis är en tvåvingeart som först beskrevs av Ephraim Porter Felt 1911.  Lestodiplosis pugionis ingår i släktet Lestodiplosis och familjen gallmyggor.
Artens utbredningsområde är New York. Inga underarter finns listade i Catalogue of Life.